# CommSy
CommSy ist eine freie soziale Software zur Unterstützung kooperativer Arbeitsmethoden. In ihrer ursprünglichen Bestimmung wurde sie als Lehr- und Lernplattform für Studierende und Lehrende entwickelt. Die weitere Entwicklung ermöglichte eine generelle Einsetzbarkeit in kooperativen Arbeits- und Informationsbereichen. Die als Portal gestaltete Software arbeitet server-basiert und datenbankgestützt. Sie stellt innerhalb von Bildungsumgebungen meist lehrveranstaltungsbezogen Gemeinschafts- oder Projektarbeitsbereiche über das Internet zur Verfügung. CommSy ist eine Wortschöpfung aus englisch Community System „Gemeinschafts-System“.

## Entstehung
CommSy entstand 1999 am Department Informatik der Universität Hamburg im Rahmen einer extra-curricularen Arbeitsgruppe und wird seitdem kontinuierlich auf Open-Source-Basis unter der GNU General Public License weiterentwickelt. Die Bestandteile des Systems sind für Interessierte frei verfügbar. Das Projekt wurde in Forschungs- und Diplomarbeiten auf Übersichtlichkeit, Benutzerfreundlichkeit und intuitive Erlernbarkeit untersucht.

## Funktionalität
Das System wurde für kooperative Arbeitsumgebungen konzipiert, wie sie in Bildungseinrichtungen, Vereinen, Betrieben und auch in größeren privat organisierten Umgebungen anzutreffen sind. Dabei verzichtet es auf stark hierarchische Benutzerstrukturen. Die häufigste Verwendung findet CommSy als Kommunikations- und Organisationsplattform mit gemeinsamer Medienbibliothek in einem geschlossenen Benutzerkreis. Letzteres ist jedoch nicht zwingend erforderlich. Neben der besonderen Benutzerfreundlichkeit ist CommSy im Sinne des Einsatzzweckes flexibel konfigurierbar.
- Es können Projekträume oder Gemeinschaftsräume für einen geschlossenen oder offenen Benutzerkreis erzeugt werden.
- Teilnehmer/Personen können sich virtuell abbilden und vorstellen.
- Innerhalb eines Raumes können von und für Teilnehmer digitale Materialien aller Art zur Verfügung gestellt werden. Diese können vielseitig beschrieben und sachgerecht verschlagwortet werden. Die Recherchierbarkeit ist entsprechend möglich.
- Die Kommunikation der Teilnehmer wird durch Diskussionsfäden (englisch threaded discussions) in einem komfortablen Editor unterstützt (Forum-Funktion).
- Termine/News werden auf einer Startseite hervorgehoben, bis sie ein Benutzer zur Kenntnis genommen hat oder die Frist abgelaufen ist.
- Teilnehmer können Arbeits- bzw. Untergruppen bilden und sich einen eigenen Materialbereich schaffen.
- Es gibt eine teilnehmerbezogene E-Mail-Schnittstelle.
- Innerhalb eines geschlossenen Benutzerkreises gibt es nur eine flache Hierarchie (Moderator/Benutzer).
- Teilnehmer können ihre Materialien und Beiträge schützen.
- Die Benutzerschnittstelle ist von Moderatoren und Benutzern gleichermaßen vielseitig konfigurierbar.
- Die Programmschnittstellen sind stark parametrisiert.
- CommSy ist für Benutzer einfach und intuitiv erlernbar, bietet dennoch eine hohe Funktionalität.
- Chat-Funktion ET-Chat zur Unterstützung kooperativer Arbeitsmethoden

## Verbreitung
Mit dem SchulCommSy stellt das Land Schleswig-Holstein allen Schulen eine standardisierte Lösung kostenfrei zur Verfügung.
Mittlerweile ist das System bundesweit an Schulen und Hochschulen sowie in Unternehmen im Einsatz.